# Eileen Younghusband
Eileen Muriel Younghusband, nata Le Croissette (Londra, 4 luglio 1921 – Cardiff, 2 settembre 2016), è stata una militare inglese ufficiale del Women's Auxiliary Air Force (WAAF) durante la seconda guerra mondiale ed insignita della British Empire Medal dalla Regina Elisabetta II nel 2013..

## Biografia
Entrata nella WAAF all’età di diciannove anni nel 1941, fu addestrata nei centri della Royal Air Force (RAF) di Innsworth, vicino a Gloucester e di Leighton Buzzard. Fu promossa ufficiale pilota nell’ottobre 1942. Fu quindi assegnata alla base RAF vicino a Bath dove era situato uno dei gruppi responsabile di filtrare le informazioni ricevute dai radar per definire in anticipo il percorso degli aerei nemici e per far intervenire in difesa gli aerei della RAF.
Nel 1944 venne aggregata a un gruppo di matematici inviati in Belgio a Malines per determinare le posizioni delle basi mobili dei missili V2 (Aggregat 4) lanciati dai nazisti per colpire Londra e altri punti nevralgici inglesi. Il compito era molto arduo perché i matematici avevano meno di sei minuti per elaborare i dati forniti dai radar sulle traiettorie dei missili e per definire dove era posizionata la rispettiva base mobile di lancio. Solo un calcolo velocissimo avrebbe permesso quindi agli aerei della RAF di colpire le basi mobili prima che queste venissero spostate dai nazisti. Eileen Younghusband fu eccezionale in queste elaborazioni
Si congedò il 14 dicembre 1945.
Pubblicò tre libri sulla sua esperienza durante la guerra: Not an Ordinary Life (2009), One Woman's War (2011), Eileen's War (2016).

## Opere
- Not an Ordinary Life (2009, Cardiff Centre for Lifelong Learning; ISBN 978-0-9561156-9-0)
- One Woman's War (2011, Cardiff Bay: Candy Jar Books; ISBN 978-0-9927548-6-0) Google Books
- Eileen's War (2016, Candy Jar Books)[9]